# Fattore reumatoide
Il fattore reumatoide (FR) è un autoanticorpo (anticorpo diretto verso le componenti dello stesso organismo che l'ha prodotto) dalla notevole rilevanza clinica per l'artrite reumatoide, nel dettaglio si lega alla porzione Fc delle IgG. È rilevabile attraverso il test di Waaler-Rose. Il fattore reumatoide e le IgG concorrono alla formazione di immunocomplessi in grado di contribuire al processo patologico. Non tutti i soggetti con sospetta artrite reumatoide possiedono livelli sierici rilevabili di fattore reumatoide, tuttavia, in questi soggetti, non si può escludere la diagnosi di artrite reumatoide.
Il fattore reumatoide può essere anche una crioglobulina (anticorpo che precipita dopo raffreddamento di un campione ematico): di tipo 2 (IgM monoclonale contro IgG policlonali) o di tipo 3 (IgM policlonale contro IgG policlonale).

## Uso in clinica
La determinazione del fattore reumatoide deve avvenire in tutti i pazienti nei quali si ha rilievo clinico di artrite. È importante considerare che un rilievo positivo non indica necessariamente artrite reumatoide e che, viceversa, un rilievo negativo non la esclude. Tuttavia la sua presenza assume notevole importanza diagnostica e prognostica se associato all'obiettività di altri rilievi tipici dell'artrite reumatoide.

## Interpretazione
Alti livelli di FR (generalmente sopra a 20 IU/mL) sono indicativi per l'artrite reumatoide (presente in circa il 70-80% dei casi) e per la Sindrome di Sjögren (presente nel 52% delle forme primarie e fino al 98% di quelle secondarie). Inoltre, c'è una connessione tra i livelli di FR e la gravità della malattia.
C'è una buona possibilità di incorrere in falsi positivi, dovuti alla presenza di disordini autoimmuni - come dermatomiosite, sclerodermia, tiroidite di Hashimoto e lupus eritematoso sistemico - o di altre malattie, ad esempio mononucleosi, epatiti croniche, infezioni virali croniche, leucemia.